# Kim Gordon
Pour les articles homonymes, voir Gordon.
Kim Gordon [kɪm ˈgɔɹdən], née à Rochester (État de New York) le 28 avril 1953, est une musicienne américaine, membre du groupe de rock Sonic Youth. Elle chante, joue de la basse et de la guitare. Elle est également fondatrice des projets Free Kitten et Body/Head (en).

## Biographie
Kim Gordon a passé son enfance en Californie (certaines biographies situent d'ailleurs son lieu de naissance dans cet État). Son père était professeur de sociologie et sa mère travaillait dans la mode. Ses études la portent vers l'art contemporain.
En 1980, elle arrive à New York, son diplôme des Beaux-Arts en poche. En pleine vague punk, c'est à cette période qu'elle découvre plusieurs artistes et groupes féminins qui vont l'influencer. « Au départ, j'ai été inspiré par The Slits, The Raincoats, et Siouxsie Sioux, Patti Smith » ou Lydia Lunch. Rapidement, elle formera le groupe Sonic Youth avec Thurston Moore et Lee Ranaldo.

## Carrière musicale

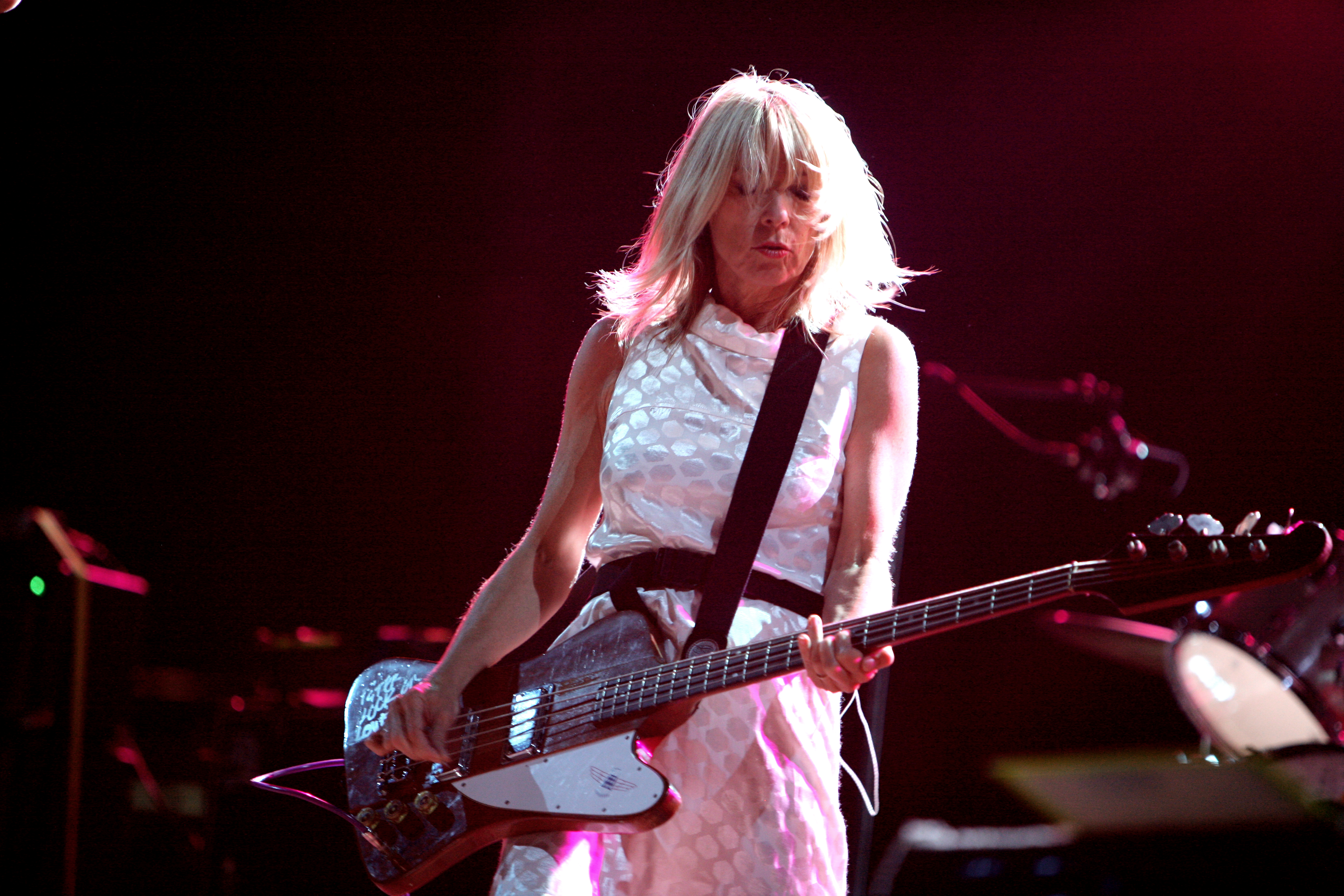
Kim Gordon avec Sonic Youth à Rock en Seine 2007.

Kim Gordon encourage la musicienne Courtney Love à former le groupe Hole en 1989 et elle participe à la production du premier album de ce groupe Pretty On The Inside.
En 1992, elle s'associe avec Julia Cafritz (ex-Pussy Galore) pour former le groupe Free Kitten.
En 1993, elle coréalise avec Spike Jonze le vidéoclip Cannonball, du groupe The Breeders.
En 2000, elle a été commissaire de l'exposition d'art contemporain itinérante Kim's Bedroom (présenté notamment au Centre national d'art et de culture Georges-Pompidou de Paris et à Eindhoven aux Pays-Bas) présentant ses propres œuvres et celles d'artistes de renommée internationale tels Cameron Jamie, Mike Kelley, Jim O'Rourke, Raymond Pettibon et bien d'autres.
En 2005, Kim Gordon apparaît pour la première fois au cinéma, dans le film Last Days de Gus Van Sant, inspiré par les derniers jours de Kurt Cobain.
En 2007, elle apparaît dans le film de Olivier Assayas Boarding Gate où elle incarne le rôle de Kay.
En 2009, Kim Gordon participe au design d'une ligne de vêtements intitulée Mirror/Dash, en association avec la firme Urban Outfitters. Elle renouvelle l'expérience en 2012 avec la marque française Surface to Air,. Elle apparaît également dans un épisode de la série Gossip Girl où elle interprète une version acoustique du titre Starpower (issu de l'album Evol) avec les autres membres de Sonic Youth.
En 2011, Kim Gordon et Thurston Moore annoncent leur séparation, signant de facto la fin de Sonic Youth,. L'année suivante, elle fonde Body/Head avec Bill Nace, guitariste opérant dans le champ du free rock et du noise rock depuis le début des années 2000. Le duo publie un premier album intitulé Coming Apart en 2013, sur le label Matador.

Kim Gordon a eu une fille avec Thurston Moore qu'ils ont appelée Coco Hayley Gordon Moore, qui à son tour a formé un groupe punk nommé Big Nils.

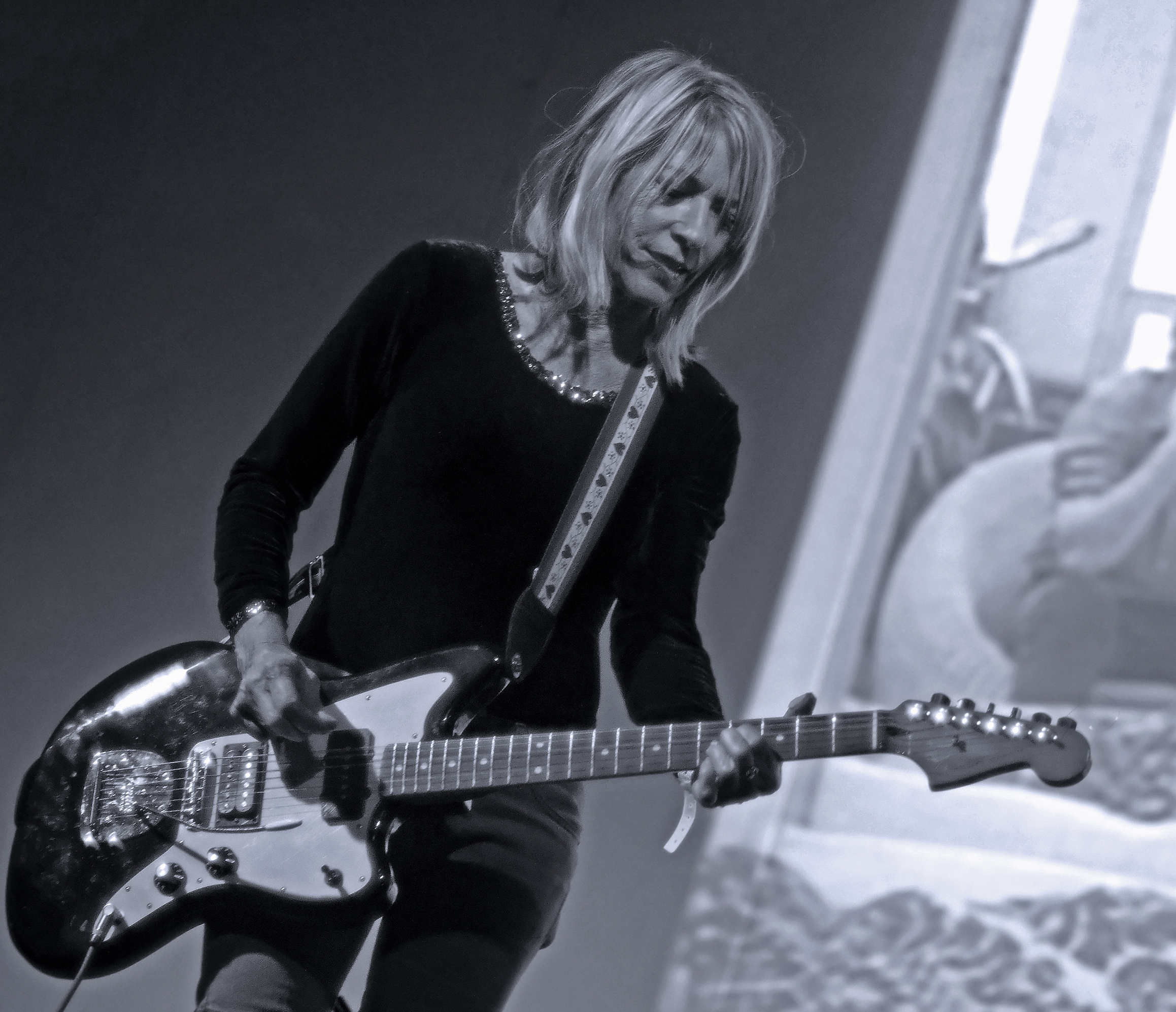
Kim Gordon en 2012 avec son projet Body/Head

En 2012, Kim Gordon publie avec Yoko Ono et Thurston Moore l'album Yokokimthurston chez Chimera Music.
En 2014, lors de l'intronisation de Nirvana au Rock and Roll Hall of Fame, Kim Gordon rejoint Dave Grohl et Krist Novoselic sur la scène du Barclays Center de New York pour interpréter le titre Aneurysm au chant. La même année, elle fait une apparition dans le 1er épisode de la 3e saison de la série Girls. Elle publie également l'ouvrage Is It My Body? qui rassemble des textes critiques sur l'art et la musique qu'elle a écrits au cours des années 1980 et du début des années 1990.
En février 2015, Kim Gordon publie ses mémoires intitulés Girl in a Band,.
En mars 2016 Kim Gordon fonde avec Alex Knost un duo nommé Glitterbust et publie chez Burger Records un album intitulé Glitterbust.
En septembre 2016, elle publie chez Matador le single Murdered Out, sous son nom propre. Justin Raisen (en) y assure la production ainsi que la basse, Stella Mozgawa de Warpaint la batterie. Le style est qualifié de gothique et d'industriel par le magazine Rolling Stone.

## Arts plastiques
À la fin dès années 1970, Kim Gordon sort diplômée de l’Otis College of Art and Design de Los Angeles. Elle commence sa carrière dans le monde de l’art en travaillant dans la boutique de posters de Larry Gagosian avant de s'installer à New York. En 1981, elle expose pour la première fois à White Columns, qualifié de temple de la scène alternative. À cette période, elle côtoie les artistes Dan Graham, Richard Prince ou Jeff Koons. Aux côtés de Tony Oursler et Raymond Pettibon, elle participe ponctuellement à la création des pochettes de disques et des clips de son groupe Sonic Youth.
Kim Gordon délaisse un temps les arts plastiques au profit de sa carrière musicale.La musicienne réexplore peu à peu le domaine plastique et participe notamment à Manifesta, une biennale itinérante en 2016. En 2017, elle présente pour la première fois ses peintures en France, lors de l’exposition « Kim Gordon & Rodney Graham », installée au milieu des vignes de Vosne-Romanée, en Bourgogne-Franche-Comté.

## Filmographie
- 2005 : Last Days de Gus Van Sant : la représentante de la maison de disques
- 2007 : Boarding Gate de Olivier Assayas : Kay
- 2007 : I'm Not There de Todd Haynes : Carla Hendricks
- 2018 : Don't Worry, He Won't Get Far on Foot de Gus Van Sant : Corky

## Discographie

### Albums studio
- 2019 : No Home Record (Matador Records)
- 2024 : The Collective (Matador Records)

### Singles
- 2016 : Murdered Out (Matador Records)